# Mercedes Oliveira Malvar
Mercedes Oliveira Malvar, coneguda com a Chis Oliveira (Pontevedra, Galícia, 25 de maig de 1957) és una filòsofa, professora e escriptora gallega.
Llicenciada en Filosofia i, posteriorment, en Pedagogia per la Universitat de Santiago de Compostel·la, i doctorda en aquesta mateixa universitat amb la tesi “La educación afectivo-sexual en la adolescencia. Epistemología y didáctica de una propuesta”, es considerada com a una de les activistes més destacades en l'àmbit de la igualtat, i un dels principals referents en l'àmbit de l'educació sexual amb perspectiva de gènere.
Entre els anys 1998 i 2003 Mercedes Oliveira va ser presidenta de la Federació Espanyola de Planificació Familiar, ONG en defensa dels drets sexuals. Ha estat professora de Filosofia a l'institut Alexandre Bóveda de Vigo, a l'institut Saturnino Montojo del Ferrol, a l'institut Val Miñor de Nigrán, i a l'institut Maria Soliña de Cangas. L'any 1988 va fundar “Enxergo de Didáctica da Filosofía”, un grup de referència a Galícia en l'elaboració de llibres de text i formació del professorat. És una col·labora habitual dels Centres de Formació del Professorat on imparteix cursos de filosofia, didàctica, coeducació, feminisme, sexualitat, transversalitat, multiculturalitat, prevenció de violència i bullying. També ha col·laborat amb el Ministeri d'Educació i Ciència en l'elaboració de les “Caixes vermelles” per dissenyar les assignatures de Filosofia de la nova Educació Secundària LOGSE.
Mercedes Oliveira va ser guardonada amb el Premi Nacional d'Educació i Societat de materials didàctics d'innovació educativa per dos dels seus llibres: "O animal Humano" i "Eros: Materiais para pensar o amor". La seva tasca pionera, va ser reconeguda amb el premi Irene del Ministeri d'Educació l'any 2011. L'any 2021 va rebre el premi Ernestina Otero per part d'O Consello Municipal da Muller de Vigo.